# ضبط الجودة

ضبط الجودة أو مراقبة الجودة أو الرقابة على الجودة ، هي عملية تقوم من خلالها الجهات المختصة بمراجعة جودة جميع العوامل المرتبطة بالإنتاج. ووفقًا لتعريف المنظمة الدولية للمعايير (ISO) 9000، فإنها تُعد "جزءًا من إدارة الجودة يركز على ضمان تلبية متطلبات الجودة".
يركز هذا النهج على ثلاثة محاور رئيسية، كما هو موضح في معايير مثل ISO 9001:
- العناصر التشغيلية: وتشمل الضوابط، وإدارة العمل، والعمليات المحددة والمدارة بشكل جيد، ومعايير الأداء، والنزاهة، إضافةً إلى توثيق السجلات.
- الكفاءة: وتتعلق بالمعرفة، والمهارات، والخبرة، والمؤهلات المهنية.
- العوامل غير الملموسة: مثل سلوك الموظفين، والنزاهة، والثقة، والثقافة التنظيمية، والتحفيز، والعمل الجماعي، وعلاقات الجودة.

يُعد التفتيش أحد المكونات الأساسية لمراقبة الجودة، حيث يتم فحص المنتجات ماديًا أو تحليل النتائج النهائية للخدمات. ويُزود المفتشون بقوائم مرجعية تتضمن المعايير المحددة للمنتج، إلى جانب وصف للعيوب غير المقبولة، مثل التشققات أو العيوب السطحية، لضمان الامتثال لمتطلبات الجودة.

## مفهوم الجودة
يعتبر أي منتج صناعي على درجة عالية من الجودة إذا كان تصنيعه يؤدي إلى تحقيق رغبات قطاع معين من المستهلكين ويلبي رغباتهم.
ويُمكن أن نعرف جودة المنتج بأنها درجة وفاء المنتج لاحتياجات ورغبات المستهلك.. كما تعرف الجودة بأنها مدى ملائمة مواصفات المنتج مع رغبات ومتطلبات المستهلك.

### الجودة من وجهة نظر تقنية
من وجهة نظر تقنية فإن الجودة هي عبارة عن مجموعة من خواص (مواصفات) المنتج تحدد مدى ملائمة المنتج لكي يقوم بأداء الوظيفة المطلوبة منه كما يتوقعها المستهلك. فالمواصفات (بالإنجليزية: Specifications)‏ تعتبر المحدد الأساسي لجودة المنتج بحيث تعبر عن الخصائص المطلوبة في المنتج لكي يؤدي الغرض المصمم من أجله والمرجو منه. ومن خلالها يمكن لجميع الأطراف التفاهم مع بعضها البعض وفض الخلافات في حال نشوبها.

## مفهوم ضبط الجودة
عرفنا فيما سبق الجودة بأن يكون المنتج مناسبا لأداء الغرض المصمم من أجله بحيث يلبي رغبات ومتطلبات المستهلك. ولا يمكن تحقيق ذلك إلا بوجود متطلبات معينة (مواصفات قياسية) ومتابعة تحقيقها والتدخل لإصلاح أي انحراف وحدوث عيوب في المنتج. ومنه تُعرَّف ضبط الجودة بأنها مجموعة الأنشطة والجهود التي يبذلها جميع العاملين والتي تسمح بتحقيق المستويات القياسية للجودة. فليس المقصود من ضبط الجودة إنتاج سلعة خالية من العيوب بل وفائها بمتطلبات ورغبات المستهلك وتوصيلها إليه وهي بدرجة الجودة المطلوبة حتى تؤدي وظيفتها على الوجه الأكمل.
إن الغرض الأساسي من ضبط الجودة هو ضمان جودة المنتج وبأقل تكلفة ممكنة. فعمليا لا يمكن تحقيق ذلك إلا بالتحكم في العمليات الإنتاجية والتقليل من حدوث إنتاج معيب وخارج حدود المواصفات..توجد هناك أربع خطوات عملية لضبط جودة المنتجات الصناعية، هم:
1. تحديد مستوى الجودة المطلوب: وهذا من خلال أبحاث السوق وتصاميم المنتج ووضع المواصفات.
2. تقييم المطابقة بين المنتج والمواصفات: وهذا عن طريق أخذ عينات منتظمة من خط الإنتاج ثم إجراء عمليات قياس على خصائصها. ومقارنة النتائج مع مثيلاتها المحددة في المواصفات وتحديد قيم الاختلافات الموجودة بينهما.
3. تقييم وتحليل الأسباب المؤدية إلى هذه الاختلافات واتخاذ الإجراءات التصحيحية والوقائية.
4. التخطيط للتحسين المستمر للجودة وهذا عن طريق مراجعة مواصفات المنتج.

إن نقاط التدخل لضبط جودة المنتج في كامل المراحل الإنتاجية تشمل؛
1. المواصفات (بالإنجليزية: Specifications)‏: وهذا بتحديد الخواص المهمة لجودة المنتج والملبية لرغبات المستهلك، أما الباقي فأولويته ثانوية.
2. التصميم (بالإنجليزية: Design)‏: وهذا بتصميم المنتج حسب المواصفات. فكل إضافات (تحسينات) قد تكون مضيعة للوقت والمال.
3. مرحلة التصنيع (بالإنجليزية: Production)‏: قم بتصنيع المنتج حسب التصاميم والمواصفات.
4. التفتيش عن الجودة (بالإنجليزية: Inspection)‏ للتأكد من مطابقة المنتج مع المواصفات وتصحيح المشاكل.
5. مراجعة المواصفات (بالإنجليزية: Review of Specifications)‏: وهذا قصد مواكبة التطور في رغبات المستهلك.

## أساسيات ضبط الجودة
- مراقبة مكونات المنتج أو العناصر الداخلة في المنتج من مواد ووتعبئة.
- مراقبة المتغيرات علي المواصفات العالمية للمنتج.
- مراقبة التراخيص المحددة لصلاحية المنتج من تاريخ إنتاج ودرجة حرارة حفظها وتاريخ انتهاء الصلاحية.
- مراقبة مدي تطبيق القوانين المخصصة لضبط الجودة بدولة المنتج.

## الضبط المتكامل للجودة
(بالإنجليزية: Total Quality Control)‏هو عبارة عن نظام شامل ومتكامل بواسطته يمكن تجميع عمل الوحدات المختلفة داخل المصنع التي تعمل في مجالات تطوير الجودة وتحسينها لضمان إنتاج المنتجات بدرجة مناسبة من الجودة ترضي رغبات المستهلك وبأقل التكاليف.

### عناصر الضبط المتكامل للجودة
1. وضع مواصفات للمنتج. ويدخل فيها رغبات المستهلك ومواصفات التصميم والتطوير والأبحاث.
2. ضبط جودة المواد الداخلة.
3. ضبط جودة المنتج أثناء التشغيل.
4. ضبط جودة المنتج النهائي بما في ذلك التغليف والتعبئة والتخزين والنقل وضبط جودة أجهزة القياس والفحص.
5. ضبط جودة المنتج بعد البيع ويمثل هذا بالاعتمادية (المعولية (بالإنجليزية: Reliability)‏ ).
6. إدارة الجودة وتمثل كل النواحي الإدارية المتصلة برفع وتحسين مستوى الجودة (مسؤولية الجودة، التدريب والحوافز إلى غير ذلك).

## توكيد الجودة
(بالإنجليزية: Quality Assurance)‏و يقصد منه جميع الإجراءات التخطيطية والتنظيمية اللازمة لإكساب الثقة الكافية بأن المنتج سيفي بمتطلبات المستهلك. ,يشمل توكيد الجودة أيضا التحقق من أن الجودة الفعلية هي الجودة المطلوبة. و يتضمن هذا التقييم المستمر للجودة ولفاعليتها.. مفهوم توكيد الجودة أشمل وأوسع من ضبط الجودة الذي يهتم بالمواصفات والإنتاج و الفحص ومتابعة أداء المنتج.

## المواصفات والجودة
- جميع الخصائص الفيزيائية للمنتج الضرورية لإنتاجه وتصنيعه مثل الأبعاد والأوزان إلى غير ذلك.
- تُحدد أوصاف محددة للمواد المستعملة في المنتج مثل الخواص الطبيعية، الكيميائية والميكانيكية للمادة.
- تحدد المواصفات طرق القياس ونوعية الأجهزة المستعملة لاختبار المنتج والمواد اللازمة له وكذا الطرق المستعملة لضبط ومعايرة هذه الأجهزة.
- يجب أن تحدد المواصفات وصف طرق استعمال المنتج وتحديد الظروف الواجب توفرها أثناء استعمال المنتج وصيانته.
- يجب أن تحدد المواصفات حدود التفاوت ( (بالإنجليزية: Tolerances)‏) التي توضع على خواص المنتج.

كما نقوم بمقارنة خواص المنتج مع مواصفات الجودة خاصة:
- الخاصية الإسمية أو الهدف (بالإنجليزية: Nominal / Target Value)‏
- الحد الأدنى للمواصفة (بالإنجليزية: Lower Specification Limit)‏
- الحد الأعلى للمواصفة (بالإنجليزية: Upper Specifications Limit)‏

## تكاليف الجودة
تكاليف الجودة: هي مجموع التكاليف التي يتم أنفاقها في المنشأة أو المنظمة الإنتاجية لضمان تقديم المنتج إلى المستهلك حسب متطلباته ورغباته. إذن هي مجموع التكاليف التي يتحملها المنتج والمتعلقة بتحديد مستوى لجودة المنتج وتحقيقه و التحكم فيه وتقييم مدى مطابقة مواصفات المنتج مع متطلبات ورغبات المستهلك. كذلك، تشمل هذه التكاليف تكاليف للإخفاقات التي تحدث نتيجة عدم الوفاء بمتطلبات الجودة على المستوى الداخلي للمنشأة أو خارجها.
- حسب المواصفات البريطانية BS6143 (2) : هي التكلفة من أجل تأكيد وضمان الجودة بالإضافة إلى الفقدان والخسارة الحاصلة عند عدم أنجاز أو الحصول على الجودة.

تعتبر دراسة تكاليف الجودة من بين أهم الأفكار في إدارة الجودة الشاملة (Total Quality Management) وهي جزء هام وتكاملي لأي برنامج جودة في المنظمات والمنشآت الإنتاجية.
تعتتبر أهم مميزات دراسة التكاليف المتعلقة بالجودة هي:
1. تعتبر الدراسة مؤشر قوي لتحفيز الإدارة العليا في تطبيق وتنفيذ مفهوم تكاليف الجودة.
2. أكثر المنافع هو تخفيض هذه التكاليف الإجمالية للمنتج والتحكم والسيطرة عليها بفعالية وبالتالي زيادة أرباح المنشأة.
3. أكثر دقة في تقييم وتقدير التكاليف ووضع الميزانيات بواقعية.
4. تحويل الجودة إلى أرقام بسيطة ومرئية من خلال نسب خسارة مباشرة يساعد الإدارة والموظفين لفهم أهمية عمل الشيء صحيحاً من المرة الأولى.

يقول أحد مديري الإدارة العامة في شركة صناعة الحاسب هيوليت بيكارد Hewlett Packard : كلما اكتشفت الخطأ مبكرا أو قبل حدوثه يكون التوفير أكثر. فمثلا إذا اكتشفت خطأ في مقاوم تكلفته 2 قرش وقررت التخلص منه فقد فقدت 2 قرش. ولكن إذا لم يتم اكتشاف الخطأ واستخدمت هذا المقاوم في صناعة الحاسب فقد يكلفني هذا 10 جنيهات ثمن تكلفة اصلاح الجزء، وإذا لم تكتشف الجزء الذي به عيب وتم بيع الحاسب وأصبح في يد المستهلك فإن تكلفة الإصلاح تصبح مئات من الجنيهات، وحسب عدد الحواسيب المنتجة بهذه الطريقة والتي يجب اصلاحها فإن تكلفة الإصلاح سوف تتعدى تكلفة التصنيع.

## التقنيات العملية لضبط الجودة
إن التطور الذي عرفته أنظمة الجودة مع الوقت انبثقت عنها تقنيات وطرق عدة لضبط جودة المنتجات الصناعية. نذكر فيما يلي أهمها على المستوى الصناعي:
- ضمان الجودة عن طريق ضبط العمليات الإنتاجية (بالإنجليزية: Process Control)‏، وينبثق منها: طرق ضبط الجودة الإحصائية؛ خرائط التوزيع التكراري، خرائط التحكم للمتغيرات، حرائط التحكم للخواص.
- ضمان جودة المنتج النهائي عن طريق الفحص والاختبار (بالإنجليزية: Inspection and Testing)‏.
- ضمان الجودة عن طريق تطبيق مفهوم إدارة الجودة الشاملة (بالإنجليزية: Total Quality Management)‏.

## اقرأ أيضًا
- ممارسة التصنيع الجيد
- معيار التشغيل الداخلي
- ضمان الجودة
- قائمة مواضيع إدارة وهندسة الجودة
- المواصفات القياسية
- مادة مرجعية معتمدة